# 트레티오오리가 크리게트
트레티오오리가 크리게트 (스웨덴어 Trettioåriga Kriget, 30년 전쟁)는 스웨덴의 프로그레시브 록 그룹이다. 스톡홀름 남부의 살트셰바덴에서 결성되었다.

## 개요
밴드는 고등학교 친구들인 스테판 프레딘과 올레 퇴른발이 결성했다. 역사수업시간에 30년 전쟁을 배우고 밴드명으로 정했다고 한다. 70년에 결성하여 멤버교체를 겪은 후 72년에 1집 Trettioåriga Kriget (1974)을 내었다. 킹 크림슨의 영향을 받았으며 스웨덴의 가장 연주력 좋은 프로그 밴드로 이름을 날렸다. 2집 Krigssång (1975)까지 내고 잠시 휴지기를 가지면서 멤버교체후 Hej på er (1978), and Mot Alla Odds (1979)을 낸다. 멜로디 메이커의 호평도 받았고 Roskilde Festival에서 공연하기도 했다. 보컬/기타였던 로베르트 시마가 떠나고 밴드는 이름을 Kriget으로 고친 뒤 Kriget (1981)을 내고 해산했다. 당시 멤버들은 사이드 프로젝트인 Adolphson & Falk와 Fredin Comp 등을 시작한 참이었다.
90년대에 잠깐씩 재결성을 하고 2003년에 재결성하여 앨범을 4장 발매했다.

## 음반 목록
- Trettioåriga Kriget (1974)
- Krigssång (1975)
- Hej på er (1978)
- Mot alla odds (1979)
- Kriget (1981) (as "Kriget")
- Glorious War 1970-1971 (2004)
- Elden av år (2004)
- I början och slutet (2007)
- Efter efter (2011)
- Seaside Air (2016)